# Nienke Latten
Nienke Latten (Voorburg, 7 juli 1995) is een Nederlands musicalactrice en zangeres.
Latten studeerde aan het Fontys Hogeschool voor de Kunsten in Tilburg, waar ze in 2017 afstudeerde. Tijdens haar studie speelde ze verschillende rollen in diverse musicals.

## Biografie
Vanaf haar 12e tot haar 16e sloot ze zich bij verschillende musicalgroepen aan. Ze nam dans- en zanglessen en ze werd lid van de “Kleynkoor Academy” in Noordwijk. Als 17-jarig meisje werd ze aangenomen op Fontys Hogeschool voor de Kunsten. Ze studeerde af aan het Muziektheater.
In het eerste jaar na haar eindexamen kreeg ze de hoofdrol van prinses Tessa in De Gelaarsde Kat. Een productie die toerde door Nederland en België. Ook heeft Latten de rol van Maria gezongen in de concertversie van West Side Story in 2017 en 2018. Van 2018 tot 2021 speelde Latten de rol van Princess Jasmin in Disney’s Aladdin in Hamburg en Stuttgart in Duitsland. In 2021/2022 verhuisde ze terug naar Nederland om de hoofdrol in de Nieuwe musical One te spelen; Princes Mira. Van september 2022 tot januari 2024 was Latten te zien in de rol van Ich in de productie REBECCA in Wenen. Ook heeft Latten in 2023 de rol van Maria Magdalena vertolkt in het Raimund theater in Wenen. Vanaf april was Latten weer te zien in het theater in Scheveningen als 'Anna' in de musical van Disney's Frozen. Voor haar rol in Frozen werd Latten genomineerd voor een Musical Award.

## Theater
| Jaar       | Musical                | Rol             | Theater                     |
| ---------- | ---------------------- | --------------- | --------------------------- |
| 2017       | De gelaarsde kat       | Prinses Tessa   | Tour                        |
| 2017       | West Side Story        | Maria           | World Forum Theater         |
| 2018- 2021 | Aladdin                | Jasmine         | Hamburg, Stuttgart          |
| 2021       | ONE de Musical         | Mira            | Studio's Aalsmeer           |
| 2022-2024  | Rebecca                | ICH             | Raimund Theater, Wenen      |
| 2023       | Jezus Christ Superstar | Maria Magdalena | Raimund Theater, Wenen      |
| 2024-2025  | Frozen                 | Anna            | Circustheater, Scheveningen |
| 2025       | Maria Theresia         | Maria Theresia  | Ronacher Theater, Wenen     |

## Muziek
| Datum van Verschijnen | Single          |                                                     |
| --------------------- | --------------- | --------------------------------------------------- |
| 2021                  | From a Distance |                                                     |
| 2021                  | Winter is Over  |                                                     |
| 2021                  | Light           |                                                     |
| 2021                  | Wolves          |                                                     |
| 2025                  | Jou verliezen   | Uit de musical Frozen, duet met Vajèn van den Bosch |
| 2025                  | It would be you |                                                     |
| 2025                  | Repair          |                                                     |